# Polypedilum opimum
Polypedilum opimum är en tvåvingeart som först beskrevs av Frederick Wollaston Hutton 1902.  Polypedilum opimum ingår i släktet Polypedilum och familjen fjädermyggor. Inga underarter finns listade i Catalogue of Life.